# Centro Internazionale di Studi sulla Sindone
Il Centro Internazionale di Studi sulla Sindone (CISS), con sede a Torino, in via San Domenico 28, è un organismo che intende promuovere, coordinare e sviluppare studi, ricerche e iniziative riguardanti la Sindone in Italia e all'estero.

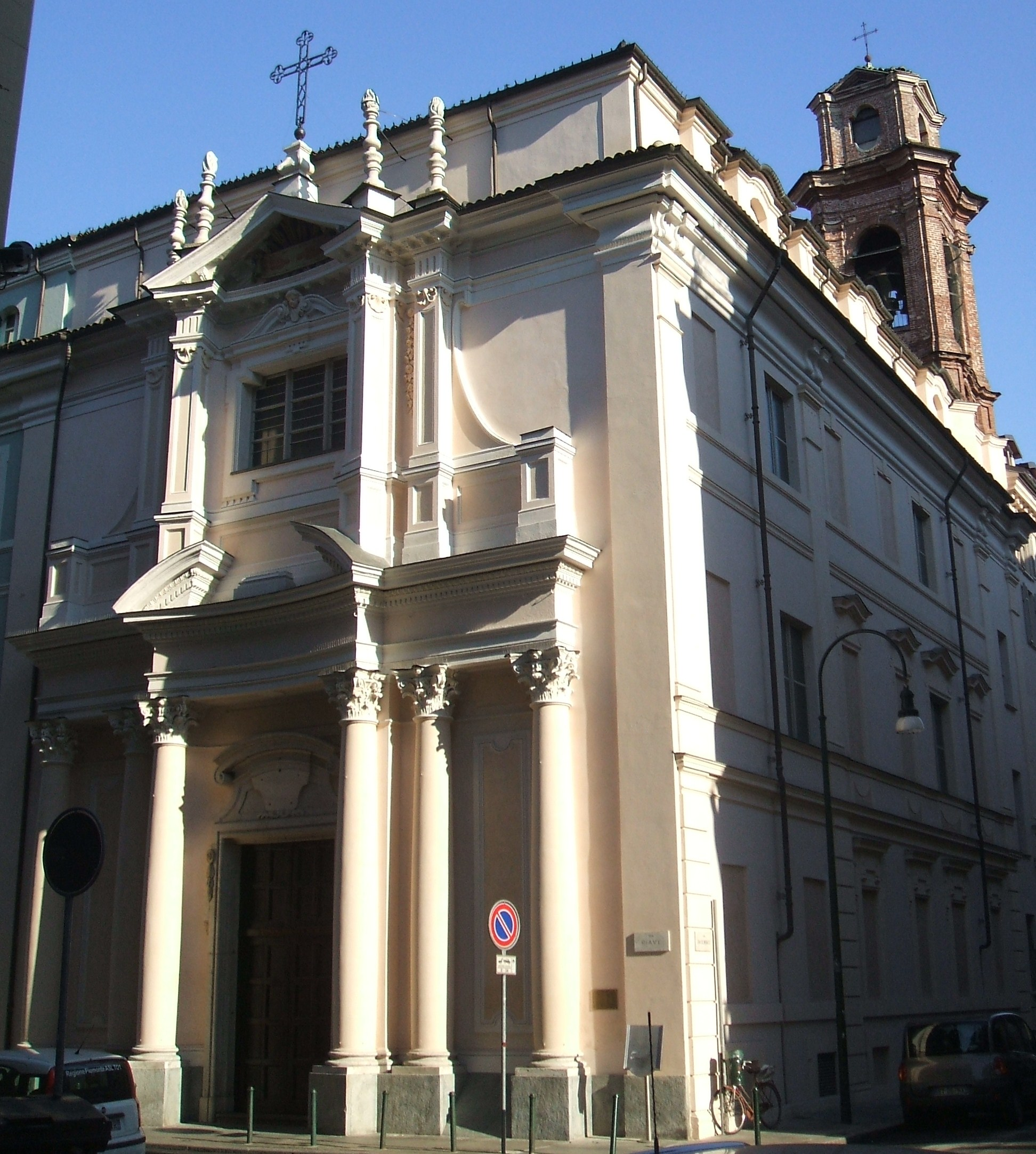
La chiesa del Santo Sudario di Torino, costruita dalla Confraternita del Santo Sudario

## Storia
Il Centro Internazionale di Studi sulla Sindone viene fondato nel 1959 per volontà della Confraternita del Santo Sudario di Torino: il suo statuto venne approvato dal cardinal Maurilio Fossati l'8 dicembre di quell'anno. La sua nascita non è casuale, ma è direttamente collegata al precedente sodalizio denominato Cultores Sanctae Sindonis, fondato nel 1936 sempre sotto l'egida della Confraternita: l'attività dei Cultores, diventata con il tempo assai impegnativa, rese necessaria la creazione del CISS; lo stesso anno 1959 venne dato alle stampe il primo numero della rivista Sindon.
L’attività del CISS, unico centro al mondo ad essere ufficialmente riconosciuto dall'Arcivescovo di Torino, Custode Pontificio della Sindone, a cui presta la propria attività di consulenza, si sviluppa anche attraverso scambi e contatti con realtà in tutto il mondo, con ricercatori e istituti di ricerca, organizzando e partecipando a Convegni e affiancando all’impegno più prettamente scientifico una notevole attività di divulgazione.
Il CISS si articola in Delegazioni regionali (per quanto concerne l'Italia) e nazionali (per l'estero) ed è uno dei centri principali per quanto riguarda lo studio della Sindone nel mondo.

## La Biblioteca
Punto di forza del CISS è la ricchissima biblioteca di tema sindonico. Unica, per via della sua specificità, raccoglie materiale edito dal XVI secolo, da quando la Sindone arrivò a Torino: importante è il testo di Filiberto Pingone del 1578, Sindon Evangelica. Importante è anche il materiale del cosiddetto Fondo Pia, documentazione assai rara relativa al periodo immediatamente successivo alla prima fotografia della Sindone, ad opera dell'avvocato Secondo Pia nel 1898.